# إسبن أندرسن (متزحلق نوردي مزدوج)
إسبن أندرسن (بالبوكمول: Espen Andersen) هو متزحلق نوردي مزدوج نرويجي، ولد في 28 أكتوبر 1993 في باروم في النرويج.

## وصلات خارجية
- إسبن أندرسن (متزحلق نوردي مزدوج) على موقع الاتحاد الدولي للتزلج (التزلج النوردي المزدوج) (الإنجليزية)
- إسبن أندرسن (متزحلق نوردي مزدوج) على موقع اللجنة الأولمبية الدولية (الإنجليزية)
- إسبن أندرسن (متزحلق نوردي مزدوج) على موقع أوليمبيديا (الإنجليزية)